# Evghenia Guțul

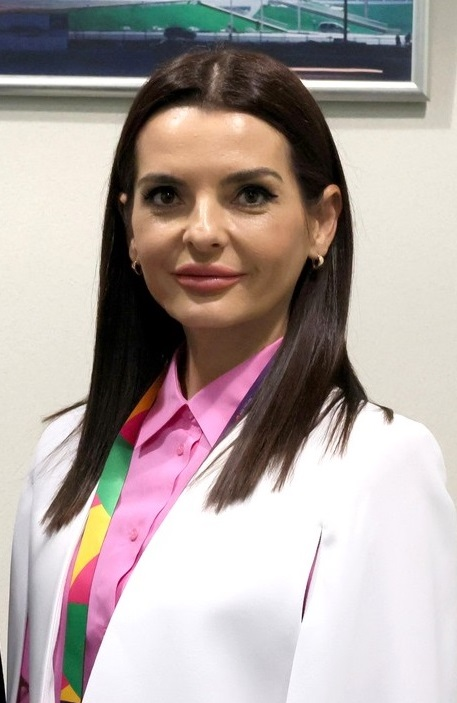
Evghenia Guțul (2024)

Evghenia Guțul (* 5. September 1986 in Etulia; gagausisch Evgeniya Guţul, russisch Евгения Гуцул Jewgenija Guzul, auch Eugenia Guțul) ist eine moldauische Juristin und Politikerin, die seit Juli 2023 als Gouverneurin von Gagausien amtiert. Sie gilt als prorussisch.

## Leben
Evghenia Guțul wurde am 5. September 1986 im Dorf Etulia im Bezirk Vulcănești, einem gagausischen Dorf in der früheren Moldauischen SSR der Sowjetunion, geboren. Sie ist von Beruf Juristin und arbeitete von 2012 bis 2015 als Telefonistin und Operatorin bei mehreren Telekommunikationsunternehmen, danach als Handelsvertreterin bei zwei weiteren Unternehmen und im Sommer 2016 etwa einen Monat lang als Archivarin beim Staatsunternehmen „Kataster“. Im Jahr 2018 begann sie für die Sor-Partei  als Referentin und Sekretärin zu arbeiten.
Evghenia Guțul ist verheiratet und hat zwei Kinder.

## Politische Karriere
Guțul begann ihre politische Karriere als prorussische Aktivistin. Gemäß einem früheren Post in einem sozialen Netzwerk setzte sich Guțul laut Journalisten von Notka.md für Frauenrechte ein und traf sich auch mit dem Vorsitzenden der rechtsextremen russischen „Liberaldemokratischen Partei“ Leonid Sluzki, dem Nachfolger von Wladimir Schirinowski, dem wiederholt sexuelle Belästigung vorgeworfen wurde. Bei den vermutlich von der russischen Regierung bezahlten und von der Șor-Partei angeführten Demonstrationen im Herbst 2022 gegen den proeuropäischen Kurs der Regierung und der Staatspräsidentin Maia Sandu führte Guțul die Namenslisten zur Bezahlung der Demonstranten.
Am 22. März 2023 wurde Guțul von der Șor-Partei als Kandidatin für das Amt der Gouverneurin von Gagausien aufgestellt. Guțul wurde im Wahlkampf vom israelisch-moldauischen Oligarchen und Vorsitzenden seiner eigenen Partei Ilan Șor, den Gesetzgebern Marina Tauber und Reghina Apostolova sowie von mehreren russischen Künstlern wie Nikolai Baskow, Filipp Kirkorow und Stas Michailow unterstützt. Im Wahlkampf versprach Guțul, im Falle ihrer Wahl einen Flughafen im Wert von 100 Millionen Euro zu bauen, die Gehälter der Regierungsangestellten um 30 % zu erhöhen, einen Vergnügungspark zu errichten und weitere Investitionen in die Infrastruktur, das Bildungswesen und andere Wirtschaftszweige zu tätigen. Einige Journalisten bezeichneten viele der Versprechen als unrealistisch, da ihrer Einschätzung nach die Umsetzung solcher Projekte die Befugnisse des Gouverneurs übersteigt.

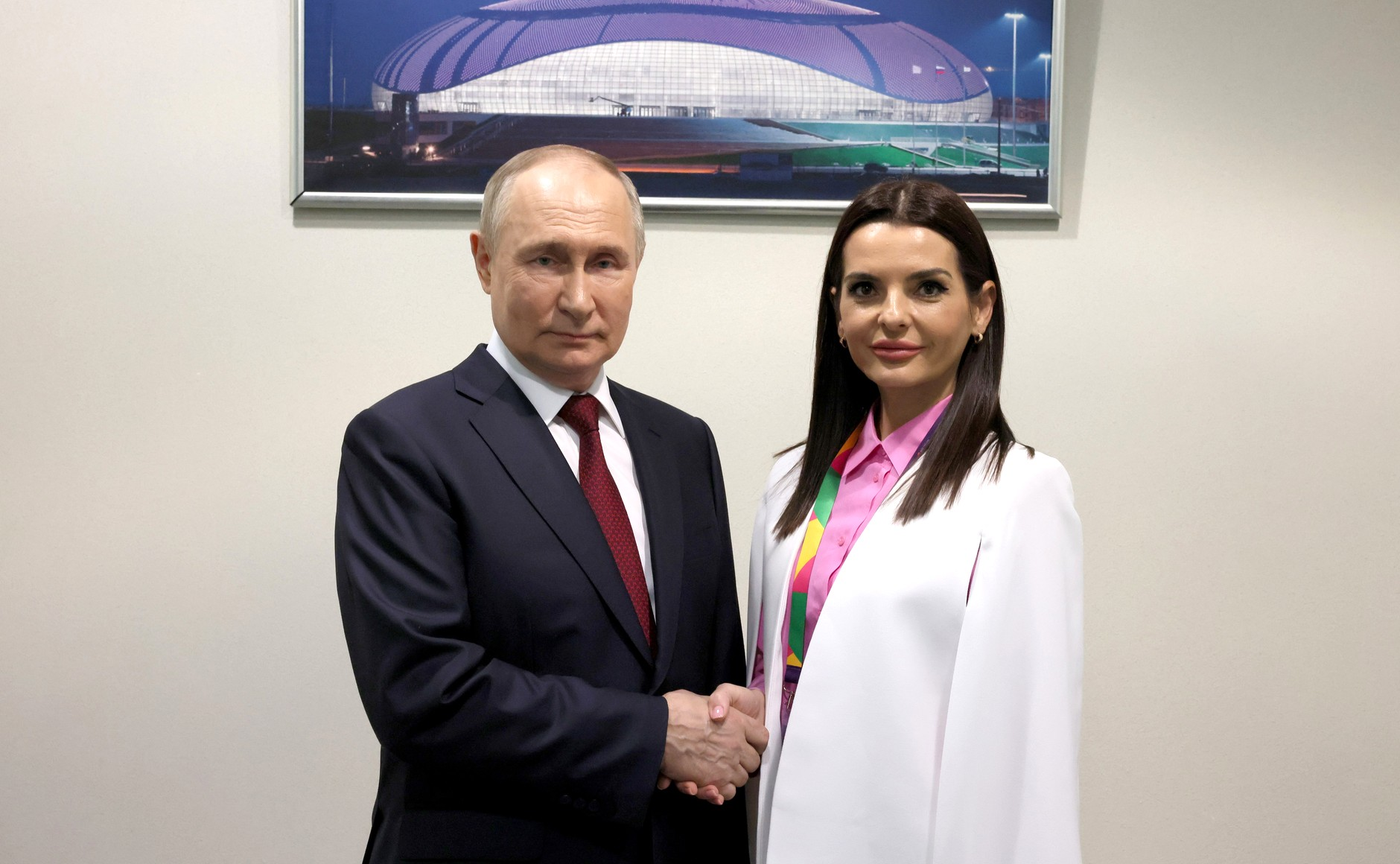
Wladimir Putin und Evghenia Guțul (2024)

Bei den gagausischen Gouverneurswahlen 2023 belegte sie im ersten Wahlgang mit 14.890 Stimmen (26,47 %) den ersten Platz. Im zweiten Wahlgang am 14. Mai erhielt Guțul 27.376 Stimmen (52,39 %) und besiegte damit den unabhängigen Kandidaten Grigorii Uzun, der von der Partei der Sozialisten der Republik Moldau unterstützt wurde und 24.926 Stimmen (47,66 %) erhielt.
In ihrer Erklärung zum Wahlsieg erklärte Guțul, in Moskau eine Repräsentanz von Gagausien eröffnen zu wollen mit der Begründung: „Wir wollen weiterhin mit der Russischen Föderation befreundet sein, mit anderen Ländern befreundet sein. Wir wollen keinen Konflikt“.
Nach dem Verbot der Șor-Partei am 19. Juni 2023 kündigte Guțul an, dass sie ihr Amt als parteiunabhängige Kandidatin antreten werde. Guțul trat das Amt der Gouverneurin am 19. Juli 2023 an.
Am 6. März 2024 hielt Guțul auf Telegram mit einem Selfie mit dem russischen Präsidenten Wladimir Putin fest, sie würde sich um Russland als Schutzmacht bemühen.
Wegen illegaler Finanzierung aus Russland wurde seit 2022 ermittelt und 2024 Anklage erhoben. 2024 konnte Guțul aus angeblichen gesundheitlichen Gründen nicht angehört werden. Am 25. März 2025 wurde sie wegen des Ausreiseverbots am Flughafen Chișinău für 72 Stunden verhaftet. Daraufhin wurde sie für 20 Tage gerichtlich fest gesetzt. Ein Kommentar sah in einer möglichen Amtsenthebung eine Chance, da die 26 Bürgermeister in Gagausien mit Chisinau zusammen arbeiten wollten. Guțul hingegen stand Investitionen im Weg. Die Entwicklung der Region war 2023 zum Teil gestoppt worden.